# 넥스트레이드
넥스트레이드(Nextrade, NXT)는 대한민국의 대체금융거래소로, 2025년 3월 4일에 공식 출범했다.

## 역사
2025년 2월 5일, 금융위원회는 정례회의에서 넥스트레이드의 다자간매매체결회사(ATS, Alternative Trading System) 투자중개업을 본인가하였다.

## 운영
2025년 3월 4일에 영업을 시작했다. 영업 시간은 아래와 같다.
| 분류                    | 영업 시간   |
| 넥스트레이드 프리마켓   | 08:00~08:50 |
| 넥스트레이드 메인마켓   | 09:00~15:20 |
| ----------------------- | ----------- |
| 한국거래소 정규시장     | 09:00~15:20 |
| 넥스트레이드 애프터마켓 | 15:30~20:00 |

한국거래소 정규시장 운영시간 외에 정해진 가격은 시가와 종가에 영향을 미치지 않는다.

## 이용
증권사를 이용하여 증권 거래를 할 때 넥스트레이드 출범에 따라 거래 방법이 달라지지는 않는다. 다만 한국거래소 정규시장에 비해 넥스트레이드의 운영 시간이 더 길기 때문에 기존에 거래를 할 수 없던 시간에도 증권 거래가 가능하다. 넥스트레이드를 통한 거래를 지원하는 증권사는 자본시장법 제68조 최선집행의무에 의거하여, 가격과 수수료, 체결 가능성 등을 고려해 한국거래소와 넥스트레이드 중 투자자의 주문을 더 유리하게 처리할 수 있는 곳을 통해 주문을 처리한다.
출범 후 2주 동안 넥스트레이드를 통해서는 다음의 10개 종목만 거래할 수 있으며, 이후 800종목까지 순차적으로 거래 대상을 확대할 방침이라고 한다.
- 롯데쇼핑
- 제일기획
- 코오롱인더
- 엘지(LG)유플러스
- 에쓰오일(S-Oil)
- 골프존
- 동국제약
- 에스에프에이
- 와이지(YG)엔터테인먼트
- 컴투스